# Match des Étoiles de la Ligue majeure de baseball 1994
Le match des Étoiles de la Ligue majeure de baseball 1994 (1994 MLB All-Star Game) est la 65e édition de cette opposition entre les meilleurs joueurs de la Ligue américaine et de la Ligue nationale, les deux composantes de la MLB.
L'événement s'est tenu le 12 juillet 1994 au Three Rivers Stadium, antre des Pirates de Pittsburgh.

## Home Run Derby
| Three Rivers Stadium, Pittsburgh -- A.L. 17, N.L. 11 | Three Rivers Stadium, Pittsburgh -- A.L. 17, N.L. 11 | Three Rivers Stadium, Pittsburgh -- A.L. 17, N.L. 11 |
| Joueur                                               | Équipe                                               | Home Runs                                            |
| American League                                      | American League                                      | American League                                      |
| ---------------------------------------------------- | ---------------------------------------------------- | ---------------------------------------------------- |
| Ken Griffey Jr.                                      | Seattle                                              | 7                                                    |
| Rubén Sierra                                         | Oakland                                              | 4                                                    |
| Frank Thomas                                         | Chicago                                              | 4                                                    |
| Albert Belle                                         | Cleveland                                            | 2                                                    |
| National League                                      |                                                      |                                                      |
| Fred McGriff                                         | Atlanta                                              | 5                                                    |
| Jeff Bagwell                                         | Houston                                              | 3                                                    |
| Dante Bichette                                       | Colorado                                             | 3                                                    |
| Mike Piazza                                          | Los Angeles                                          | 0                                                    |